# Liste der Baudenkmale in Oldenburg (Oldb) – Hindenburgstraße
In der Liste der Baudenkmale in Oldenburg (Oldb) – Hindenburgstraße stehen alle Baudenkmale der Hindenburgstraße in Oldenburg (Oldb).  Die Quelle der IDs und der Beschreibungen ist der Denkmalatlas Niedersachsen.
Der Stand der Liste ist das Jahr 2022.

## Allgemein
In den Spalten befinden sich folgende Informationen:
- Lage: die Adresse des Baudenkmales und die geographischen Koordinaten. Kartenansicht, um Koordinaten zu setzen. In der Kartenansicht sind Baudenkmale ohne Koordinaten mit einem roten Marker dargestellt und können in der Karte gesetzt werden. Baudenkmale ohne Bild sind mit einem blauen Marker gekennzeichnet, Baudenkmale mit Bild mit einem grünen Marker.
- Bezeichnung: Bezeichnung des Baudenkmales
- Beschreibung: die Beschreibung des Baudenkmales. Unter § 3 Abs. 2 NDSchG werden Einzeldenkmale und unter § 3 Abs. 3 NDSchG Gruppen baulicher Anlagen und deren Bestandteile ausgewiesen.
- ID: die Objekt-ID des Baudenkmales
- Bild: ein Bild des Baudenkmales, ggf. zusätzlich mit einem Link zu weiteren Fotos des Baudenkmals im Medienarchiv Wikimedia Commons. Wenn man auf das Kamerasymbol klickt, können Fotos zu Baudenkmalen aus dieser Liste hochgeladen werden:

Zurück zur Hauptliste
| Lage                                           | Bezeichnung | Beschreibung | ID       | Bild |
| ---------------------------------------------- | ----------- | --- | -------- | ---- |
| Hindenburgstraße 1 53° 8′ 15″ N, 8° 12′ 29″ O  | Wohnhaus    | Doppelhaus mit Roggemannstraße 31 an der Straßenecke. Zweigeschossiger Putzbau von drei Achsen über Sockelgeschoss unter Halbwalmdach. Rechts Eingang mit moderner Freitreppe, im EG linke zwei Achsen ohne Fenster. Auf der rechten Seite leicht zurückgesetzter Anbau. Links zur Roggemannstraße Hauptfassade von drei Achsen, rechte Achse breiter, als Risalit mit polygonalem eingeschossigem Standerker, darüber Balkon mit jüngerem Wintergarten. Putzgliederung: geschossteilende Gesimse, Quaderung, am Erker, am Portal und seitlich der jeweils rechten Fenster Pilaster, Fensterrahmungen, im EG Brüstungsfelder, im OG Ädikulen, Kranzgesims mit Relieffeldern und Konsolfries. Zu beiden Straßen Vorgarten. Erbaut wohl 1881, Architekt: Adels. | 37464960 | BW   |
| Hindenburgstraße 3 53° 8′ 15″ N, 8° 12′ 28″ O  | Wohnhaus    | Zweigeschossiger Putzbau von sechs Achsen über Sockelgeschoss unter Mansardwalmdach. Winkelförmiger Grundriss mit rückwärtigem Flügel. Links Sockel vorgezogen für Terrasse. Links im OG und Dach schräg gestellter, zweigeschossiger Turm unter Knickpyramide. Rechts über dem Eingang spornförmiger Erker, zweigeschossig turmartig ins Dach gezogen. Mittig Risalit von zwei Achsen, davor eingeschossiger Standerker unter Balkon mit jüngerem Wintergarten, Zwerchhaus mit Seriana, davor Balkon mit Eisenbrüstung, und Schweifgiebel. Putzgliederung: Rustizierung des Sockels, geschossteilende Gesimse und Rosettenfries, horizontale Fugen, Fensterrahmungen. Rechts Vorgarten und eiserne Einfriedung. Erbaut 1882, Architekt: Gerhard Schnitger. | 37431834 |      |
| Hindenburgstraße 7 53° 8′ 15″ N, 8° 12′ 25″ O  | Wohnhaus    | Eckhaus zur Teichstraße. Giebelständiger eineinhalbgeschossiger Putzbau über Sockelgeschoss mit Drempel unter Satteldach (Variante des Typus „Oldenburger Hundehütte“). Etwas rechts der Mitte polygonaler eingeschossiger Standerker unter Wintergarten. Eingang rechts. Im Souterrain links zwei moderne Eingänge. An der linken Seite zur Teichstraße vier Achsen, links zweiachsiger, zweigeschossiger Risalit mit Zwerchgiebel. Putzgliederung: Rustizierung des Sockels, geschossteilende Gesimse, Fensterrahmungen, im EG zur Hindenburgstraße Putzfelder. Zur Teichstraße Vorgarten. Erbaut 1888, Architekt: Johann Oetken. | 37431881 | BW   |
| Hindenburgstraße 8 53° 8′ 16″ N, 8° 12′ 25″ O  | Wohnhaus    | Giebelständiger eineinhalbgeschossiger Putzbau von vier Achsen über Sockelgeschoss mit Drempel unter Satteldach. Links Sockel für Terrasse (später zum Wintergarten ausgebaut) vorgezogen. Auf der rechten Seite zurückgesetzter Vorbau mit Eingang. Putzgliederung: geschossteilende Gesimse, am Sockel und EG horizontale Fugen, Fensterrahmungen, Brüstungsfelder, im OG z. T. Ädikulen. Verzierter Schwebegiebel. Jugendstilverglasung im Oberlicht über der Haustür und im Fenster rechts um die Ecke davon. Vorgarten. Erbaut wohl in den 1880er Jahren. | 37431903 |      |
| Hindenburgstraße 11 53° 8′ 15″ N, 8° 12′ 24″ O | Wohnhaus    | Giebelständiger eineinhalbgeschossiger Putzbau von vier Achsen über Sockelgeschoss mit Drempel unter Satteldach (Typus „Oldenburger Hundehütte“). Sockel vorgezogen, rechts für Terrasse, links eingeschossiger polygonaler Standerker unter Balkon. Auf der linken Seite zurückgesetzter Vorbau mit Einang. Putzgliederung: geschossteilende Gesimse, am Sockel und EG horizontale Fugen, Fensterrahmungen, Balusterbrüstungen, im OG Brüstungsfelder und z. T. Ädikulen. Vorgarten und eiserne Einfriedung. Erbaut 1888, Architekt: Carl F. Spieske. | 37431973 | BW   |
| Hindenburgstraße 13 53° 8′ 15″ N, 8° 12′ 23″ O | Wohnhaus    | Eckhaus zur Parkstraße. Giebelständiger eineinhalbgeschossiger Putzbau von vier Achsen über Sockelgeschoss mit Drempel unter Satteldach (Typus „Oldenburger Hundehütte“). Auf der rechten Seite zurückgesetzter Vorbau mit Eingang. Im Souterrain 1928 Ladeneinbau, links darüber Wintergarten. Putzgliederung: geschossteilende Gesimse, horizontale Fugen, Fensterrahmungen, im OG z. T. Balusterbrüstungen, Pilaster und Gebälk. An der Parkstraße Vorgarten und eiserne Einfriedung. Erbaut 1886, Architekt: Carl F. Spieske. | 37431995 | BW   |
| Hindenburgstraße 14 53° 8′ 16″ N, 8° 12′ 23″ O | Wohnhaus    | Eckhaus zur Herbartstraße. Giebelständiger eineinhalbgeschossiger Putzbau von vier Achsen über Sockelgeschoss mit Drempel unter Satteldach (Typus „Oldenburger Hundehütte“). Links polygonaler eingeschossiger Standerker unter Balkon, darin im Souterrain jüngerer Ladeneinbau. Auf der rechten Seite zurückgesetzter Vorbau mit Eingang. Putzgliederung: geschossteilende Gesimse, am Sockel und EG horizontale Fugen, Fensterrahmungen, im OG z. T Ädikulen. Vorgarten und eiserne Einfriedung. Erbaut 1885–1886, Arhitekt: Gerhard Schnitger. | 37432017 | BW   |
| Hindenburgstraße 16 53° 8′ 16″ N, 8° 12′ 22″ O | Wohnhaus    | Traufständiger zweigeschossiger Putzbau von vier Achsen über Sockelgeschoss unter Satteldach. Links zweiachsiger Risalit, davor Auslucht (im Souterrain verändert), mit Zwerchgiebel. Auf der rechten Seite zurückgesetzter Vorbau mit Eingang. Putzgliederung: Rustizierung des Sockels und der Kanten der Auslucht, geschossteilende Gesimse, horizontale Fugen, Fensterrahmungen, im OG und an der Auslucht Brüstungsfelder, am Giebel Balusterbrüstungen, Pilaster und Gebälk. Vorgarten und eiserne Einfriedung. Erbaut 1889, Architekt: Carl F. Spieske. | 37432039 | BW   |
| Hindenburgstraße 17 53° 8′ 15″ N, 8° 12′ 22″ O | Wohnhaus    | Eckhaus zur Parkstraße. Zweigeschossiger Putzbau über Sockelgeschoss unter Walmdach. Souterrain mit jüngerem Ladeneinbau. Rechts einachsiger Risalit mit Volutengiebel, links fensterlose Wand. An der rechten Seite zurückgesetzter Vorbau mit Eingang. Links zur Parkstraße rechts zwei Achsen, dann Risalit entsprechend dem zur Hindenburgstraße und fensterlose Wand. Putzgliederung: geschossteilende Gesimse, horizontale Bänder, an der Hindenburgstraße Putzfeld mit Relieftondo, Fensterrahmungen, im OG Brüstungsfelder, an den Risaliten im OG Balusterbrüstungen und Ädikulen, an den Giebeln Gebälke und Voluten sowie Pilaster. An der Parkstraße Vorgarten und eiserne Einfriedung. Erbaut 1890, Architekt: Johann Oetken. | 37432061 | BW   |
| Hindenburgstraße 18 53° 8′ 16″ N, 8° 12′ 22″ O | Wohnhaus    | Traufständiger zweigeschossiger Putzbau von drei Achsen unter Satteldach. Links breiter einachsiger Risalit, davor polygonaler eingeschossiger Standerker (im Souterrain verändert) unter Balkon. Rechts Podest vorgezogen für Terrasse mit Wintergarten. Auf der rechten Seite zurückgesetzter Vorbau mit Eingang. Putzgliederung: Rustizierung des Sockels, des EG links und der Risalitkanten, geschossteilende Gesimse, Fensterrahmungen, am Standerker Pilaster, am Risalit oben Ädikula. Verzierter Schwebegiebel. Rechts Vorgarten und eiserne Einfriedung. Erbaut 1889, Architekt: Carl Friedrich Spieske. | 37432083 |      |
| Hindenburgstraße 19 53° 8′ 15″ N, 8° 12′ 21″ O | Wohnhaus    | Zweigeschossiger Putzbau von drei Achsen über Sockelgeschoss unter Walmdach. Links Risalit von einer breiten Achse. Im Souterrain jüngerer Ladeneinbau. Auf der linken Seite zurückgesetzter Vorbau mit Eingang. Putzgliederung: geschossteilende Gesimse, horizontale Bänder, Fensterrahmungen, Brüstungsfelder. Erbaut wohl 1890, Architekt: wohl Johann Oetken. | 37432105 | BW   |
| Hindenburgstraße 25 53° 8′ 15″ N, 8° 12′ 18″ O | Wohnhaus    | Eckhaus zur Lindenallee, zu dieser Hauptfassade. Zweigeschossiger Putzbau von vier Achsen über Sockelgeschoss unter Walmdach. Rechts zweiachsiger Risalit mit geschweiftem Zwerchgiebel, davor eingeschossiger polygonaler Standerker. An der rechten Seite ursprünglich zurückgesetzter Vorbau mit Eingang, schon kurz nach Erbauung von niedrigerem Anbau unter Walmdach verdeckt, darin rückwärtig an der Hindenburgstraße Eingang. Dieser Anbau zur Lindenallee mit zwei und zur Hindenburgstraße mit drei Achsen, darunter mittige Dreifenstergruppe. Putzgliederung: Rustizierung des Sockels, im EG horizontale Fugen, geschossteilende Gesimse, Fensterrahmungen, im EG Balusterbrüstungen. Am Anbau nur horizontale Fugen und Fensterrahmungen. Zur Lindenallee Vorgarten, zur Hindenburgstraße eiserne Einfriedung. Erbaut 1890, Architekt: Carl Friedrich Spieske, umgebaut 1893. | 37433735 | BW   |
| Hindenburgstraße 26 53° 8′ 16″ N, 8° 12′ 16″ O | Wohnhaus    | Zweigeschossiger Putzbau von drei Achsen über Sockelgeschoss unter Walmdach. Linke Achse schmaler, darin Eingang. Mittig Risalit mit Zwerchgiebel in Fachwerk, vor dem Risalit sich nach oben verjüngende Auslucht unter Balkon. Rechts über Eck gestellte Gaupe. Wechsel der Fensterformen: rechteckig in unterschiedlicher Proportionierung, als Zweifenstergruppe (im OG rechts), überhalbkreisförmig (im Souterrain rechts und im EG), als Dreifensterstaffel (im Giebel). Vorgarten und eiserne Einfriedung. Erbaut 1907, Architekt: Johann Heinrich Brandes. | 37424483 | BW   |
| Hindenburgstraße 28 53° 8′ 17″ N, 8° 12′ 15″ O | Wohnhaus    | Zweigeschossiger Putzbau von drei Achsen über Sockelgeschoss unter Walmdach. Linke Achse schmaler, darin Eingang. Mittig Risalit mit Zwerchgiebel, Obergeschoss und Giebel in Fachwerk, vor dem Risalit polygonaler eingeschossiger Standerker. Rechts Gaupe. Rechts im EG breites Korbbogenfenster, im OG Zweifenstergruppe, am Risalit dreibahnige Fenster und Dreifenstergruppen. Vorgarten. Erbaut 1907, Architekt: Johann Heinrich Brandes. | 37426681 | BW   |
| Hindenburgstraße 30 53° 8′ 17″ N, 8° 12′ 15″ O | Wohnhaus    | Eckhaus zum Theodor-Tantzen-Platz. Zweigeschossiger Putzbau von drei Achsen über Sockelgeschoss unter Mansardwalmdach. Drei zweigeschossige Standerker: in der rechten Achse (polygonal), an der Ecke (rund) und an der linken Seite zum Theodor-Tantzen-Platz (kreissegmentförmig). An der rechten Seite zurückgesetzter Vorbau mit Eingang. Rückwärtig moderner Anbau. Sparsame Putzgliederung: geschossteilende Bänder. Portalrahmung in Werkstein. Vorgarten und Einfriedung aus massiven Pfosten mit Holzzaun. Erbaut 1911 durch Maurermeister Heinrich Schelling. | 37424505 | BW   |
| Hindenburgstraße 31 53° 8′ 16″ N, 8° 12′ 12″ O | Wohnhaus    | Eckhaus zur Proppingstraße. Zweigeschossiger Putzbau von drei Achsen über Kellersockel unter Walmdach. Mittig rundbogiger Eingang, darüber Giebelgaupe mit drei Fenstern. Auf der linken Seite zur Proppingstraße eingeschossiger kreissegmentförmiger Standerker mit Rundbogenfenstern, darüber Balkon und Giebelgaupe entsprechend der Frontseite. Sparsame Putzgliederung: breite Lisenen seitlich des Eingangs, geschossteilendes Gesims, Kranzgesims. Vorgarten und eiserne Einfriedung. Erbaut 1916–1917, Architekt: Heinrich Georg Früstück. | 37432250 | BW   |
| Hindenburgstraße 33 53° 8′ 16″ N, 8° 12′ 11″ O | Wohnhaus    | Zweigeschossiger Putzbau von vier Achsen über Sockelgeschoss unter Walmdach. Zweite Achse von rechts mit rundbogigem Eingang, darüber Vordach in Fachwerk. Linke zwei Achsen Risalit, linke Achse nochmals vorspringend als Risalit mit Zwerchgiebel in Fachwerk unter Schopfwalmdach. Zwei Schleppgaupen. Rechts jüngerer Garagenanbau. Unterschiedliche Fensterformen, u. a. rundbogig und gruppiert. Vorgarten. Erbaut 1907, Architekt: Johann Heinrich Brandes. | 37432272 | BW   |
| Hindenburgstraße 35 53° 8′ 16″ N, 8° 12′ 10″ O | Wohnhaus    | Zweigeschossiger Putzbau von drei Achsen über Sockelgeschoss unter Walmdach. Links Risalit, darin im Souterrain Eingang, mit Zwerchgiebel unter Schopfwalmdach. Rechts an der Ecke zweieinhalbgeschossiger Turm mit Aufsatz unter Kegeldach. Schleppgaupe. Fenster am Risalit unten segmentbogig, oben zu zweit gruppiert. Sockel mit Putzquaderung. Vorgarten und eiserne Einfriedung. Erbaut 1907, Architekt: Johann Heinrich Brandes. | 37432294 | BW   |
| Hindenburgstraße 37 53° 8′ 16″ N, 8° 12′ 9″ O  | Wohnhaus    | Von der Straße zurückgesetzter zweigeschossiger Putzbau von sieben Achsen über Sockelgeschoss unter Mansardwalmdach. Mittiger Eingang, davor geschwungene Vortreppe und Loggia von drei Arkaden auf Säulen unter Balkon. Auf der linken Seite korbbogenförmiger eingeschossiger Standerker. Zwei Schwalbenschwanzgaupen. Tiefer Vorgarten und eiserne Einfriedung auf massiver Mauer. Erbaut 1909–1910, Architekt: Heinrich Schelling. | 37432316 | BW   |
| Hindenburgstraße 39 53° 8′ 16″ N, 8° 12′ 7″ O  | Wohnhaus    | Von der Straße zurückgesetzter, zweigeschossiger Putzbau unter Mansardwalmdach. Links polygonaler zweigeschossiger Standerker. Rechts davon Loggia auf Pfeilern, dahinter rechts Eingang, im OG mittig zwei Fenster und rechts Zweierfenstergruppe. Rechts zurückgesetzter Vorbau. Walmgaupe. Vorgarten und niedrige Mauer als Rest der Einfriedung. Erbaut 1911, Architekt: Johann Heinrich Brandes. | 37432338 | BW   |